# Bambo
Bambo es un cuento del escritor neorealista portugués Miguel Torga. Este cuento originalmente forma parte de la colección, Bichos, publicada en Portugal 1940. 

## Argumento
La historia está situada en un pueblo del norte de Portugal. “Bambo” cuenta la historia de un sapo que enseña el significado de la vida a un campesino, el Tío Arruda. El sapo Bambo, quien era ignorado por el pueblo, le enseña una importante lección de vida al Tío Arruda. Estos dos personajes mantuvieron una relación complicada, ya que pertenecían a diferentes especies y tenían caracteres completamente diferentes. Pero a través del tiempo formaron un enlace que termina en una sabiduría inesperada. Las primeras impresiones demostraron no ser fructuosas, pero  la relación progresa al reunirse continuamente cada noche. Después de muchos meses, el Tío Arruda entendió la "lección" de Bambo y admite haber sido un ciego hasta entonces. Comprendió que no existía nadie como Bambo que tendría tal conocimiento. Ajena era la idea de contemplar los alrededores y tener comunión con la naturaleza. Defender la vida era la clave. Esa fue la lección de Bambo sobre la ciencia de la vida.

## Crítica
Según Crabbe Rocha, el antropomorfismo y el zoomorfismo tienen un significado crucial que ayuda a formar el vínculo entre el tío Arruda y Bambo. El hecho de que se caracteriza un sapo como humano, hace que se parezca en realidad a un ser humano que pueda dar lecciones como la que le hizo aprender al tio Arruda. Crabbe Rocha comenta que “es todo menos evidente” que se describe un “animal” al principio del cuento. Describir con cualidades antropomórficas al sapo influye en el desarrollo de las características del tio Arruda tras aprender de su maestro. Al fin del cuento, Arruda se da cuenta de que el estilo de vida de este animal es lo que personifica la ciencia de la vida.
Noguera Tajadura analiza a los protagonistas animales de los cuentos de Torga como seres superiores a los humanos. Comenta el escritor que los animales “experimentan una elevación ontológica”. Esta superioridad también los pone arriba de los humanos y “la media de los seres vivos”. Las cualidades mencionadas, según Noguera Tajadura, causan que los humanos fueran “seres de inteligencia limitada, ineptos, o particularmente brutos”. Por otra parte, estas limitaciones de los humanos causan que un animal como Bambo pueda representar a un “sabio capaz de penetrar en los misterios de la vida”. Y así se hace posible que Arruda, un ser inferior, aprenda las lecciones de la vida del ‘sabio’ Bambo. 

## Temas
La comunión con la naturaleza. El tio Arruda era un hombre que se dedicaba a la agricultura y nada mucho más que eso. Veía el tiempo y cómo iban cambiando las temporadas de la cosecha. Esto se encuentra un poco antes de su primera reunión con Bambo. El narrador describe la temporada del maíz como un “cañaveral”. Su punto de vista va cambiando cuando él y Bambo se la pasan juntos. El Tío Arruda ve cómo Bambo se pasea con “serenidad” y “convicción” bajo un cielo “salpicado de estrellas”. Después de momentos como éstos, el Tío Arruda se da cuenta de que poco a poco ha desarrollado otra forma de ver la vida. Menciona hacia el final que ya no le importa lo que diga el pueblo de él sobre su relación con Bambo. Su propósito ya no es solo la cosecha ni la agricultura sino terminar de aprender la ciencia de la vida que personifica Bambo. De ser un “ciego” e ignorante, el tio Arruda acabó viendo la importancia de ser consciente del medioambiente. Ya no era solo responsable de las cosechas sino, ahora, era él quien descubrió pausadamente en “cada brote y cada hoja las puertas de un sesamo”.
Defender la vida. Antes de la gran enseñanza de Bambo, el tío Arruda vivía una vida de “egoísmo” e “inconsciencia”.  La cosecha requiere de varias prácticas, pero lo que hacía el Tío Arruda era solamente con un propósito. Poco le importaba lo que sus hechos significaban para la naturaleza. Cosas como matar insectos tienen un significado mucho más profundo que hacerlo solamente para que no se dañara la cosecha. Pero eso no es algo que el tio Arruda aprendió de su amistad con Bambo. Pudo ver que se podía matar vida pero solo podría estar justificado si se hace para preservar la vida en sí. Era crucial proteger lo vulnerable de lo que es “dañino”. De Bambo, el tío Arruda aprende lo que es defender la vida, aprende a lo que es “auscultar los imperceptibles latidos de la vida”.
Impredecibilidad de la vida. Los acontecimientos inesperados ocurren frecuentemente en la vida. Esta impredictibilidad es lo que hizo que fuera posible la amistad de Bambo con el tio Arruda. Empieza con el simple hecho que Bambo por primera vez en veinte años, “no se sabía por qué”, se presentó en la finca de Castanheira, el hogar del tío Arruda. Por otra parte, seguramente el tio Arruda nunca pensó que algún día formara una relación con un sapo que le cambiaría su perspectiva de la vida a ese nivel. Los dos protagonistas hacen movimientos inesperados que los dirige en una ruta espontánea. En una vida en la cual el hambre era lo que regía la vida del tio Arruda, un intercambio con un sapo transformó completamente su propósito. Una vida de egoísmo se cambió a una vida de curiosidad y afecto. Al final, termina con la muerte del tío Arruda, algo que también fue muy inesperado aparte de ser algo que ni sus enseñanzas, a las cuales se aferró después de su Bambo, le pudieron ayudar.